# Цвятко Георгиев
Цвятко Георгиев Марков (Кирчо) е участник в комунистическото партизанско движение по време на Втората световна война, командир на Партизански отряд „Дунав“.

## Биография
Цвятко Георгиев е роден на 21 май 1913 година в с. Махалата, Плевенско (днес град Искър). Активен член на РМС (1937) и на БРП (к) (1938). Секретар на БРП (к) в с. Махалата.
Участва в комунистическото движение по време на Втората световна война. За политическа дейност е интерниран в гр. Свети Врач (1942). Преминава в нелегалност и е партизанин от август 1943 година. Командир на Махленската партизанска чета, а след разрастването и на Партизански отряд „Дунав“. След гибелта на Слави Алексиев е командир на Плевенския военнооперативен район. Организира и участва в множество бойни акции.
Загива на 19 юни 1944 година в състава на щурмова група при нападението на с. Беглеж, Плевенско. 